# El Vedat de Torrente
El Vedat de Torrent (en valenciano Vedat de Torrent), es una zona situada en el sur de la ciudad valenciana de Torrente, en torno al monte Vedat de la localidad homónima, por lo que algunas compañías denominan dicha localización como Montvedat. 

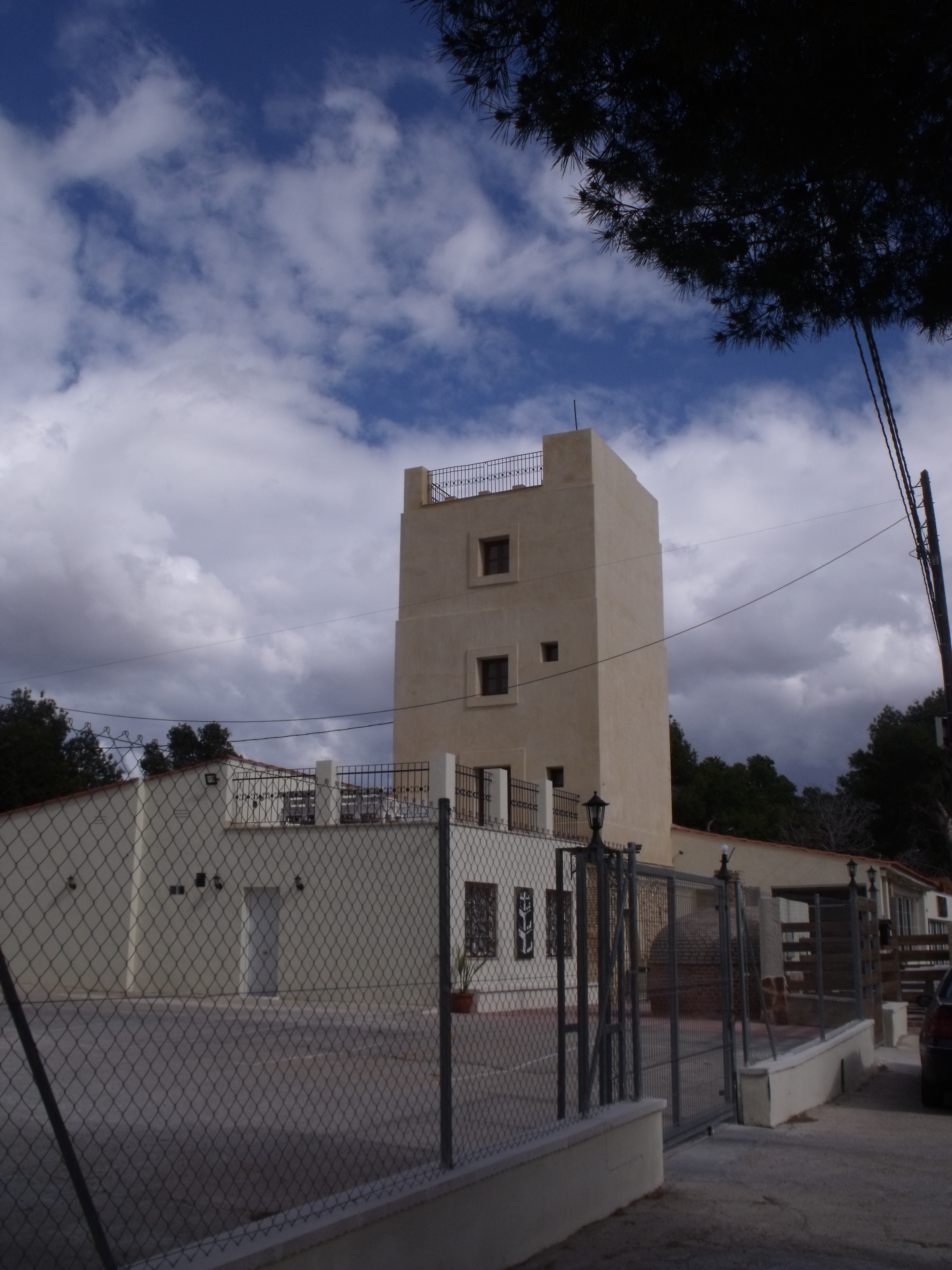
Torre de telegrafía óptica del Vedat de Torrent.

Está integrada por urbanizaciones y zonas residenciales de chalets, en gran parte construidas en los años 1960 y 1970 por el dibujante de historietas Eugenio Giner (célebre entre otras por el personaje del Inspector Dan). Dispone de una zona de acampada llamada La cañada del conill, a disposición de cualquier persona que solicite estancia.
Su nombre se debe a la denominación y localización de la montaña mont Vedat, cuyo nombre en castellano significa "vedado" en referencia a un territorio privado, ya que en la Edad Media toda la zona comprendida por El Vedat se le adjudicó a unos monjes hospitalarios, como recompensa por las batallas en Tierra Santa. 
Se puede acceder a las urbanizaciones a través de la línea 1 de Metrovalencia.